# Miss World (Hole)
Miss World è un singolo del gruppo musicale alternative rock statunitense Hole, pubblicato il 28 marzo 1994 come primo estratto dal secondo album in studio Live Through This.

## Descrizione
Il testo affronta i temi dell'immagine di sé e dell'abuso da sostanze, in particolare la contraddizione tra sentirsi brutti dentro mentre ci si sforza di apparire belli agli altri. La bassista Kristen Pfaff ha dato un piccolo contribuito con i versi del ritornello: "I made my bed, I'll lie in it / I made my bed, I'll die in it", tratti dal brano Limited Edition che aveva scritto precedentemente.
Ha raggiunto il 13º posto nella classifica Alternative Airplay negli Stati Uniti e il 64º posto nella classifica Official Singles Chart nel Regno Unito del 1994.

## Video musicale
Il videoclip, diretto da Sophie Muller, mostra il gruppo che suona ad un concorso di bellezza nel quale la Love viene premiata. Dietro il palco appare la scritta "Cleanliness is next to godliness". È l'unico video delle Hole in cui compare la bassista Kristen Pfaff.

## Tracce
CD EU
1. Miss World – 2:58 (C.Love, E. Erlandson)
2. Rock Star (alternate mix) – 2:33 (C.Love, E. Erlandson)

Vinile 7" USA
1. Miss World – 2:58 (C.Love, E. Erlandson)
2. Over the Edge – 2:48 (G. Sage)

## Classifiche
| Classifica (1994)                 | Posizione massima |
| --------------------------------- | ----------------- |
| Regno Unito                       | 64                |
| Stati Uniti (Alternative Airplay) | 13                |

## Formazione
Hanno partecipato alle registrazioni, secondo le note dell'album:
Hole
- Courtney Love – voce, chitarra
- Eric Erlandson – chitarra
- Kristen Pfaff – basso, piano, cori
- Patty Schemel – batteria, percussioni

Altri musicisti
- Dana Kletter – cori

Tecnici
- Paul Q. Kolderie – produzione, ingegneria del suono
- Sean Slade – produzione, ingegneria del suono
- Scott Litt – missaggio